# Stagecoach (1966)
Stagecoach (bra A Última Diligência) é um filme estadunidense de 1966, do gênero faroeste, dirigido por Gordon Douglas, com roteiro de Joseph Landon baseado no conto "Stage to Lordsburg", de Ernest Haycox, publicado na revista Collier's em 1937.
É refilmagem do clássico Stagecoach, de John Ford.

## Elenco
- Ann-Margret ....... Dallas
- Red Buttons ....... Peacock
- Mike Connors ....... Hatfield (como Michael Connors)
- Alex Cord ....... Ringo Kid
- Bing Crosby ......Doc Josiah Boone
- Robert Cummings ....... Henry Gatewood (como Bob Cummings)
- Van Heflin ....... Delegado Curly Wilcox
- Slim Pickens ....... Buck, condutor da diligência
- Stefanie Powers  ....... Mrs. Lucy Mallory
- Keenan Wynn ....... Luke Plummer
- Brad Weston ....... Matt Plummer
- Joseph Hoover ....... Tenente Blanchard
- John Gabriel ....... Capitão Jim Mallory

## Sinopse
Uma diligência contendo um médico alcoólatra, uma prostituta, um banqueiro ladrão, uma grávida, um vendedor de bebidas, um apostador e um pistoleiro estão a caminho de Cheyenne mas são interceptados por indígenas cruéis e um bando de assaltantes.